# Базен, Андре
Андре́ Базе́н (фр. André Bazin; 18 апреля 1918, Анже — 11 ноября 1958, Ножан-сюр-Марн, департамент Валь-де-Марн) — французский кинокритик, влиятельный историк и теоретик кино.

## Биография
Учился в Эколь нормаль в Сен-Клу, в 1941 прервал учёбу, в период оккупации основал в Париже киноклуб, в 1943 начал писать о кино. После войны активно участвовал в развитии народного образования, создав сеть киноклубов на заводах Германии, Алжира, Марокко. Постоянно писал о кино в газетах и журналах, основал журнал «Радио-кино-телевидение» (ныне «Телерама»), привлек к участию в нём молодого Франсуа Трюффо.
В 1951 вместе с кругом соратников основал журнал «Les Cahiers du cinéma», давший теоретическую базу движению «Новая волна» и ставший своеобразной кузницей кадров нового французского кино. Пропагандировал итальянский неореализм, фильмы Чарли Чаплина, Орсона Уэллса, Штрогейма, Фрица Ланга, Дрейера, Бунюэля, Хичкока, Марселя Карне, Жака Беккера, Жана Ренуара, Акиры Куросавы, во многом заложив базу будущей киноэстетики Трюффо; Эрика Ромера, Клода Шаброля, Жака Риветта и других. Умер от лейкемии за год до выхода в свет первого фильма Трюффо и не увидел воочию торжества своих идей и учеников.
Ошибочно считается, что работы Базена были собраны в четыре части книги «Что такое кино?» лишь после его смерти. Четырёхчастная структура книги, а также структура первых двух томов были определены самим Базеном, на что он указывает в предисловии к первому тому «Онтология и язык»:
«Это первая книга серии, состоящей по крайней мере из четырёх томов, объединяющая статьи, опубликованные после войны. <…> …автор, насколько это только было возможно, выбирал статьи наименее напрямую обусловленные злободневной журналистикой. Из этого следует, что тон и главным образом размер статей, здесь объединённых, будет существенно меняться; критерий, которым мы руководствовались — приоритет содержания над формой, поэтому та или иная двух-трехстраничная статья, появившаяся в еженедельнике, в тексте этой книги имеет не меньшую ценность, чем изучение целого журнала или даже может стать для возводимого нами здания краеугольным камнем, необходимым для надёжности фасада. <…> Каждый раз, когда нам это казалось целесообразным, мы ни коем образом не стеснялись их [статьи — Прим. переводчика] исправлять — как форму, так и содержание. <…> …вместо того, чтобы насильно встраивать в существующие статьи наши сегодняшние размышления, чтобы не нарушать естественное течение мыслей». «Второй том книги „Что такое кино?“ будет направлен на углубление понимания отношений фильма со смежными искусствами: романом, театром и живописью. Темой третьего тома будет отношение кино с обществом. И, наконец, четвёртый том будет посвящён уникальной тенденции современного кино — неореализму».
Дополнительные подробности, связанные с последней работой Базена, раскрывает его друг и единомышленник, а в последние несколько лет жизни Базена и соредактор по «Cahiers du cinéma», Эрик Ромер:
«Эта книга должна была стать центральным портиком будущего творчества Андре Базена, творчества не журналиста, пусть образцового, но настоящего писателя. <…> …когда я читаю первый том и гранки второго, во мне рождается уверенность: речь идет не о совокупности набросков, эскизов. Это строение хоть и не увенчано коньком, стоит на крепком фундаменте, на месте не только остов, но и перегородки, и некоторые из них уже давно не нуждаются в совершенствовании. Этот момент очень важен. <…> Несмотря на внешний вид, мы имеем дело не со сборником. Конечно, совершался отбор, но целое выглядит так, как будто отдельные избранные статьи, чаще всего не подвергшиеся редактуре, были написаны ввиду этого отбора. Ничто здесь не носит следов случайностей журналистского ремесла, которое Базен, тем не менее, практиковал со всем известным пылом и ощущением своевременности. Эти тексты, порожденные конкретными обстоятельствами, одновременно были частью методически развивающегося плана, который теперь предстал перед нами. И никакого сомнения нет в том, что речь идет действительно об априори составленном плане, а не о последующей аранжировке».

## Теоретические положения

### «О политике авторов»
В этой статьей Андре Базен критически подходит к теории авторского кино, которую развивали коллеги Базена по киножурналу «Cahiers du cinéma» (Франсуа Трюффо, Эрик Ромер). Он ставит под сомнение полноту обоснования концепции авторов, в то время главенствующую в журнале. Сразу же обозначая тот факт, что он не видит роль автора в кино в том же объёме, как видят её его соредакторы, он тем не менее хочет верить в саму концепцию авторства. Базен рассматривает значимость личности автора в живописи, литературе, поэзии и кинематографе. Рассуждая в 1957 году про феномен и судьбу гения в искусстве, Базен заявляет, что за пятьдесят лет кинематограф сделал огромный скачок в своём развитии и достиг уровня романа и пьесы, а затем утверждает, что «в таких условиях вряд ли стоит удивляться, что гений сгорит в десять раз быстрее, нежели режиссёр, который не страдает от потери способности прокатиться по волне. Так было в случае со Штрогеймом, Абелем Гансом и Орсоном Уэллсом. Сейчас мы начинаем видеть в достаточной перспективе, чтобы заметить любопытное явление: режиссер в течение своей жизни может быть снят с мели следующей волной, как в случаях с Абелем Гансом или Штрогеймом, современность которых становится все более очевидной в настоящее время».
Андре Базен замечает в своей статье, что кинематограф из-за своего коллективного и высокотехнологичного производства более всех искусств нуждается в определении роли авторства, но в то же время критикует сторонников авторского кино за применение такого подхода как единственно верного, потому что это может привести к «отрицанию фильма во имя похвалы своего автора». Базен предлагает критикам и теоретикам отказаться от такого эксклюзивного понимания в анализе кино, но оставить непосредственно саму позицию автора.

### «Эволюция киноязыка»
Основным положением в этой работе является утверждение о том, что технический и эстетический разрыв в кинематографе произошел не с появлением «звукового» кино, а с разветвлением кинематографа на две разные стилевые линии киновыразительности. Базен говорит о том, что разрыв между «немым» и «звуковым» кино является формальным, более того, некоторые художественные ценности кинематографа 20-х годов были заимствованы «звуковым кино». В качестве доказательства он приводит примеры режиссёрской преемственности, сравнивая Эрика фон Штрогейма с Жаном Ренуаром. Базен определяет две главные тенденции в кинематографе (с 20-х по 40-е годы) — «одна из них представлена теми режиссерами, которые верят в образность, другая — теми, кто верит в реальность». Иными словами, Андре Базен противопоставил монтажное и немонтажное кино. К первому течению мы можем отнести весь Советский киноавангард, а ко второму течению таких режиссёров, как Эрих фон Штрогейм, Ф. В. Мурнау или Р. Флаэрти: «…в их фильмах монтаж практически не играет никакой роли, если не считать чисто негативной функции неизбежного отбора в слишком обильной реальности». То есть под образностью Базен понимает создание нового смысла с помощью соединения кадров (монтажа), а под реалистичным течением — свободу зрителя во время просмотра фильма, которая обусловлена реализмом и простотой мизансцены.
Далее Базен проводит ещё одну черту в эволюции киноязыка, разделяя звуковую эпоху на 30-е и 40-е годы. Рассуждая про монтаж и раскадровку в 30-х годах Базен называет такой подход «аналитическим», так как «зрителю остается только следовать за гидом-режиссером, который производит выбор за него и сводит к минимуму его личную активность». Этот период, по мнению Базена, является чисто описательным, в нём не было реалистического обновления, так как раскадровка, характерная для этого периода, искажала реальное время — камера фиксирует достоверность пространства через множество разных планов, что говорит как раз о преобладании роли монтажа в кино.
Десятилетие 1940—1950 годов для Андре Базена было решающим, так как появление глубинной мизансцены и плана-эпизода поставили точку в формировании необходимой стилистической формы для киноискусства. Здесь он имеет в виду, что благодаря таким техническим приёмам, как глубинная мизансцена и план-эпизод, режиссёр стал способен передать течение времени в действительности, то есть реальную длительность события в кадре. Тем самым Базен имел в виду победу «реалистичной» тенденции в кино над «образной», то есть монтажной.

## Труды
- Orson Welles (1950, в соавторстве с Жаном Кокто).
- Qu’est-ce que le cinéma ? (4 тома, 1958—1962). скачать книгу целиком
- Jean Renoir (1971).
- Le Cinéma de la cruauté. Erich von Stroheim — Carl Theodor Dreyer — Preston Sturges -Luis Bunuel — Alfred Hitchcock — Akira Kurosawa (1975).
- Le Cinéma de l’Occupation et de la Résistance (1975).
- Le Cinéma français de la Libération à la Nouvelle Vague (1983).
- La Politique des auteurs (1984).

## Публикации на русском языке
- Базен А. Что такое кино? [: сб. статей ]. — М.: Искусство, 1972. — 382 с.
- Базен А. «Господин Рипуа» с Немезидой или без неё / Пер. с фр. И. Эпштейн // Киноведческие записки. — 1997. — No 35. — 202—211.
- Базен А. «Дневник сельского священника» и стилистика Робера Брессона / А.Базен; пер. с фр. И. Эпштейн // Киноведческие записки. — 1993. — No 17. — С.80-93.
- Базен А. Жан Ренуар / Предисл. Жана Ренуара. Введ. Франсуа Трюффо. — М.: Музей кино, 1995. — 191 с.: ил. — ISBN 5-88395-012-4 : 15
- Базен А. Миф Сталина в советском кино / А.Базен; пер. с фр. Н. Нусинова // Киноведческие записки No1, 1988. — С. 154—169.
- Базен А. «Тайна Пикассо»: Фильм в духе Бергсона / Пер. И. Г. Эпштейн // Сеанс. 2008. — № 33/34.
- Базен А. О политике авторов / Пер. В. Лазарев. // Cineticle. Интернет-журнал об авторском кино.

## Значение и признание
Шедевр Трюффо «Четыреста ударов» посвящён памяти Базена, который умер на следующий день после запуска фильма в производство. Работы Базена об авторском кино (его теорию автора развил Франсуа Трюффо) ставят рядом с трудами Эйзенштейна и Кракауэра. Они переведены на многие языки и вошли в системы обучения киноискусству во всех странах мира.